# Conquista islamica della Sicilia
La conquista islamica della Sicilia avvenne tra l'827 con lo sbarco a Mazara del Vallo, e il 902, anche se l'ultima città bizantina del thema di Sikelia a cadere fu, il 5 maggio 965, Rometta, che aveva continuato a resistere da sola.
Malgrado la Sicilia avesse subito incursioni da parte dei musulmani fin dalla metà del VII secolo, esse erano finalizzate al saccheggio e non minacciarono mai il controllo bizantino. L'opportunità per gli emiri aghlabidi di Ifriqiya giunse nell'827, quando il comandante della flotta bizantina isolana, Eufemio, si rivoltò. Sconfitto dalle forze lealiste e cacciato dall'isola, Eufemio cercò l'aiuto degli Aghlabidi, che inviarono un esercito a invadere la Sicilia con il pretesto di aiutarlo. Eufemio venne tuttavia prontamente messo da parte. Un assalto iniziale alla capitale Siracusa, fallì, ma i musulmani furono in grado di respingere il conseguente contrattacco bizantino e a impadronirsi di alcune fortezze. Con l'arrivo di rinforzi dall'Africa e da al-Andalus, nell'831 espugnarono Palermo, che divenne la capitale della nuova provincia musulmana.
Il governo bizantino inviò alcune spedizioni per respingere gli invasori, ma impegnato nel conflitto contro gli Abbasidi sulla frontiera orientale e contro i Saraceni di Creta nel Mar Egeo, fu incapace di trovare forze sufficienti per scacciare i musulmani, i quali per i successivi tre decenni saccheggiarono i possedimenti bizantini trovando un'opposizione quasi nulla. La fortezza di Enna al centro dell'isola fu il principale baluardo bizantino contro l'invasione musulmana, fino alla sua caduta nell'859. I musulmani aumentarono poi la loro pressione sulla parte orientale dell'isola, e, dopo un lungo assedio, espugnarono Siracusa nell'878. I Bizantini mantennero il controllo di alcune fortezze nel quadrante nordorientale ancora per qualche decennio, e i loro tentativi di riconquista continuarono fino all'XI secolo, anche se furono incapaci di sfidare seriamente il controllo musulmano.

## Contesto storico
Durante il periodo romano imperiale, la Sicilia era una provincia tranquilla e prospera. Solo nel V secolo soffrì incursioni di saccheggio ad opera dei Vandali operanti dalle coste del Nord Africa. Nel 535, la Sicilia fu riconquistata dall'Impero bizantino e saccheggiata poi dagli Ostrogoti nel corso della guerra gotica, ma, al termine della guerra, tornò ad essere un territorio tranquillo. Protetta dal mare, all'isola furono risparmiati i saccheggi inflitti all'Italia bizantina dagli invasori longobardi verso la fine del VI secolo e gli inizi del VII secolo, e mantenne una vita urbana ancora prospera e un'amministrazione civile.
Fu solo in seguito all'ascesa della minaccia musulmana che le cose cambiarono. Secondo John Bagnell Bury, "terra florida e possesso desiderabile di per sé, la posizione centrale della Sicilia tra i due bacini del Mediterraneo la rendeva un obiettivo di importanza suprema per ogni potenza marittima orientale che fosse commercialmente o politicamente aggressiva; mentre per un sovrano ambizioso in Africa era la porta di accesso all'Italia e alle porte dell'Adriatico."
Conseguentemente, l'isola fu fin da principio un obiettivo dei musulmani, e la prima incursione avvenne nel 652, solo alcuni anni dopo la fondazione della prima marina musulmana. In seguito alla conquista omayyade nel Nord Africa, divenne una cruciale base strategica bizantina, e per un periodo, nel 661–668, divenne la residenza della corte imperiale sotto Costante II. Costituita come Thema intorno al 690, il suo strategos assunse il controllo anche sui sparsi possedimenti imperiali nell'Italia meridionale. Le coste dell'isola furono successivamente saccheggiate, specialmente nella prima metà dell'VIII secolo, ma la Sicilia non fu mai seriamente minacciata fino a quando i musulmani completarono la conquista del Nord Africa e della Spagna. Fu ʿAbd al-Raḥmān al-Fihrī, il governatore di Ifrīqiya, il primo a progettare di invadere l'isola con una forza imponente al fine di conquistarla insieme alla Sardegna nel 752–753, ma fu costretto a rinunciare all'invasione da una rivolta dei Berberi.
Nel 799, il fondatore della dinastia degli Aghlabidi, Ibrāhīm b. al-Aghlab, si assicurò il riconoscimento della sua posizione di emiro di Ifrīqiya da parte del califfo abbaside, Hārūn al-Rashīd, portando pertanto alla fondazione di uno stato praticamente indipendente in Tunisia. Nell'805, Ibrahim concluse una tregua di dieci anni con il governatore bizantino di Sicilia, che fu rinnovata dal suo successore Abu'l-Abbas nell'813. In questo periodo, gli Aghlabidi erano troppo intenti a fronteggiare gli Idrisidi in Occidente per pianificare ogni serio assalto alla Sicilia. Anzi, ci sono testimonianze di traffici commerciali tra la Sicilia e Ifrīqiya, e della presenza di commercianti arabi sull'isola.
Nell’estate del 812 i musulmani assalirono Lampedusa trucidando gli abitanti senza pietà. Tuttavia l’arrivò di navi da Siracusa determinò l’annientamento dei conquistatori “a fil di spada”.

## La rivolta di Eufemio

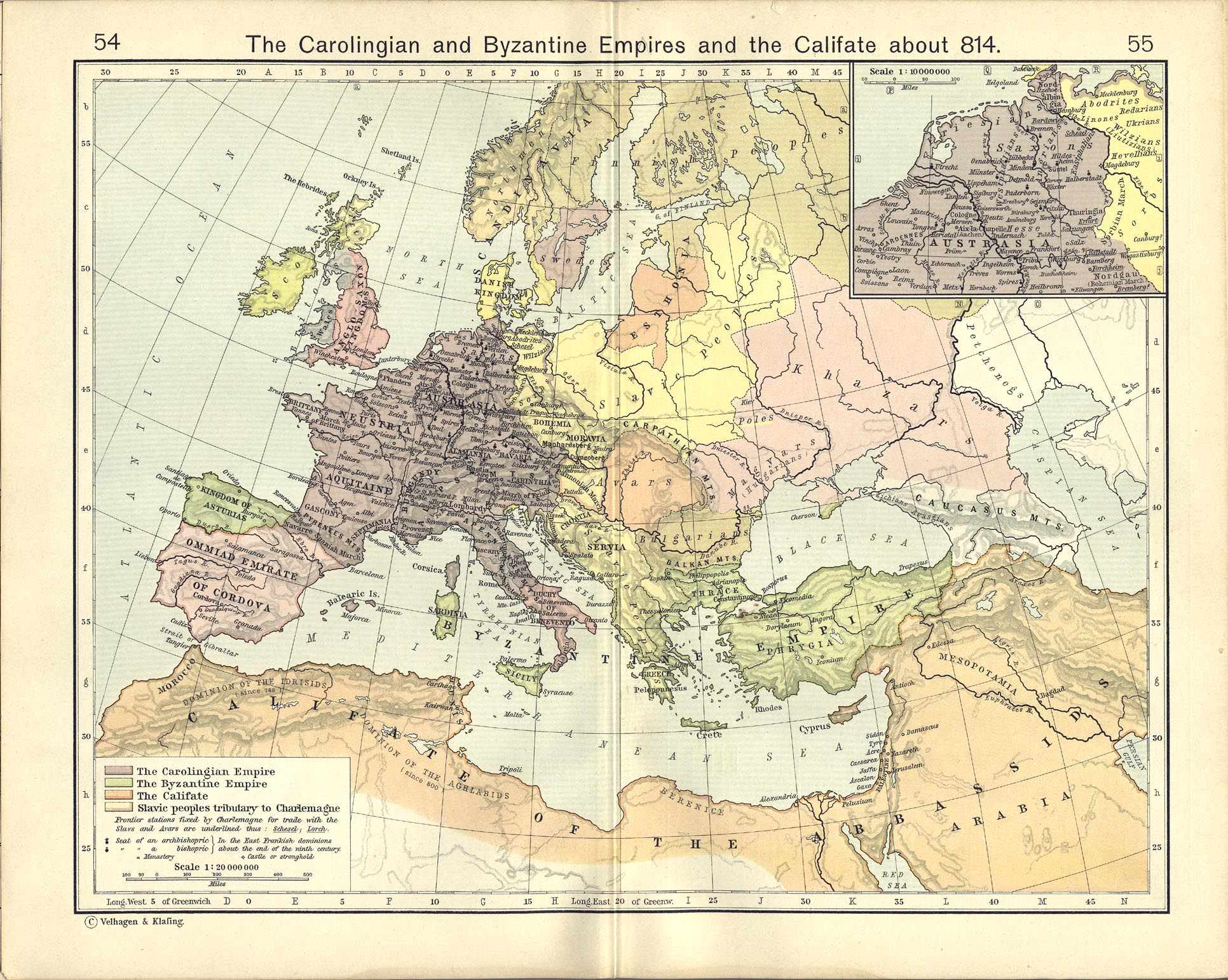
Europa e il Mediterraneo alla vigilia dell'invasione islamica della Sicilia.

Il pretesto per l'invasione della Sicilia fu fornito dalla rivolta del turmarca Eufemio, comandante della flotta dell'isola. Secondo resoconti tardi e forse fittizi, innamoratosi di una suora, l'aveva costretta a sposarlo. Le proteste dei fratelli della suora giunsero fino all'Imperatore Michele II, che ordinò allo strategos dell'isola, Fotino, di indagare sulla questione e, nel caso le accuse fossero veritiere, procedere alla punizione di Eufemio mutilandolo del naso. Quando Eufemio, di ritorno da un'incursione navale contro la costa africana, apprese che stava per essere arrestato, salpò per Siracusa, che occupò, mentre Fotino cercò riparo a Catania. Eufemio ben presto riuscì ad ottenere il supporto di una larga parte dei comandanti militari dell'isola. Eufemio non solo respinse un tentativo da parte di Fotino di recuperare Siracusa, ma lo inseguì e lo scacciò da Catania, e alla fine lo catturò e lo giustiziò. Eufemio fu pertanto proclamato imperatore. Alexander Vasiliev mette in dubbio la veridicità della storia "romantica" delle origini della rivolta di Eufemio, e ritiene che l'ambizioso generale semplicemente sfruttò il momento opportuno per rivoltarsi: all'epoca il governo centrale bizantino risultava indebolito a causa della recente rivolta di Tommaso lo Slavo, e della conquista islamica di Creta.
A questo punto, tuttavia, Eufemio subì la defezione di uno dei suoi alleati a lui più vicini e più potenti, un uomo noto dalle fonti arabe come "Balaṭa" (secondo Vasiliev probabilmente una corruzione del suo titolo di curopalate, mentre Treadgold sostiene che si chiamasse Platone), e di suo cugino Michele, comandante di Palermo. I due uomini denunciarono l'usurpazione da parte di Eufemio del titolo imperiale e marciarono contro Siracusa, sconfissero Eufemio e si impadronirono della città.
Come uno dei suoi predecessori, Elpidio, che si era rivoltato all'Imperatrice Irene, Eufemio risolse di cercare riparo presso i nemici dell'Impero e con pochi seguaci salpò per l'Ifrīqiya. Qui inviò una delegazione alla corte aghlabide a Qayrawān, richiedendo all'Emiro Ziyādat Allāh un esercito perché sostenesse la sua conquista della Sicilia: in cambio, una volta conquistata la Sicilia, Eufemio avrebbe pagato agli Aghlabidi un tributo annuale. Questa offerta era una grande opportunità per Qayrawān, che doveva fronteggiare crescenti tensioni tra musulmani, dissenso e rivolte all'interno dell'élite governante araba (il jund) e critiche dei "dotti" musulmani causate dal suo stile di vita lussurioso. Come scrive Alex Metcalfe, "intraprendendo un jihād per espandere le frontiere dell'Islam a spese degli infedeli con la conquista – la prima impresa maggiore dall'invasione della Penisola iberica dal 711 – avrebbero potuto zittire le critiche dei giuristi. Allo stesso tempo, avrebbero potuto reindirizzare le energie dell'irrequieto jund ifriqiyano lungo il canale di Sicilia per assicurarsi nuove fonti di soldati e di ricchezze".
I consiglieri di Ziyādat Allāh erano divisi sulla questione, ma alla fine le esortazioni del rispettato Qāḍī malikita di Qayrawān, l'anziano Asad ibn al-Furat, che citava il Corano per sostenere la sua tesi, convinsero l'Emiro e il settantenne Asad fu posto alla testa della spedizione, pur mantenendo la funzione di Qāḍī, normalmente incompatibile con una carica militare. Si narra che l'esercito musulmano che invase la Sicilia consistesse di diecimila fanti e settecento cavalieri, per lo più musulmani dell'Ifriqiya, ma forse anche alcuni Persiani originari del Khorasan come la stessa famiglia di origine di Asad. La flotta comprendeva settanta o cento navi, alle quali vanno aggiunti i vascelli di Eufemio.

## Operazioni iniziali

### Sbarco musulmano a Mazara

La conquista islamica della Sicilia

Il 14 giugno 827, le flotte alleate (circa un centinaio di navi con 700 cavalli e circa 10 000 fanti) salparono dalla baia di Susa in Tunisia e dopo tre giorni raggiunsero Mazara nella Sicilia sudoccidentale, dove avvenne lo sbarco il 16 giugno 827, al comando del persiano Asad ibn al-Furat.
Essi si unirono con soldati fedeli a Eufemio, ma l'alleanza presto cominciò a deteriorarsi: un distaccamento musulmano scambiò alcuni dei partigiani di Eufemio con truppe lealiste, e ne seguì uno scontro con esse. Anche se alle truppe di Eufemio fu ordinato di collocare un segno distintivo sui propri elmetti, Asad annunciò la sua intenzione di condurre la campagna senza di essi. Subito dopo, Balaṭa, che sembra aver assunto le funzioni, se non il titolo, dello strategos imperiale sull'isola, condusse la propria armata a scontrarsi con gli invasori. Le due armate si scontrarono in una pianura a sudest di Mazara, dove le truppe di Asad, dopo esortazioni dal loro comandante, conseguirono una vittoria. Balaṭa fu così costretto al ritiro dapprima a Enna e poi in Calabria, forse con la speranza di reclutare nuove truppe. Tuttavia, perì qui poco dopo il suo arrivo.
Nel frattempo Asad lasciò Mazara sotto Abū Zakī al-Kinānī, e si rivolse verso Siracusa: l'esercito musulmano avanzò lungo le coste meridionali in direzione della capitale dell'isola, ma a Qalʿat al-Qurra (forse l'antica Acrae), ricevette un'ambasceria proveniente dalla città che offrì un tributo in cambio dell'arrestamento dell'avanzata musulmana. La proposta fu congegnata probabilmente per guadagnare il tempo necessario alla città per prepararsi meglio a un eventuale assedio, ma Asad, o persuaso dalle assicurazione degli emissari o necessitando di far riposare le proprie truppe, arrestò la sua avanzata per alcuni giorni. Al contempo, Eufemio cominciò a pentirsi della sua alleanza con gli Aghlabidi, e aprì segretamente contatti con gli imperiali, esortandoli a resistere agli Arabi.
(Tommaso Fazello, De Rebus Siculis, deca II, lib. VI, cap I)

### L'assedio di Siracusa (827–828)
I musulmani avevano ricominciato nel frattempo la propria avanzata, e assediarono la città. Bisanzio, che al contempo era costretta a fronteggiare l'invasione musulmana di Creta, non fu in grado di inviare rinforzi in Sicilia, al contrario degli invasori, che ricevevano rinforzi dall'Africa. Giustiniano Participazio, Doge di Venezia, nonché ipato dell'Impero bizantino, accorse in soccorso della città, ma non fu in grado di costringere i musulmani a levare l'assedio. Gli assedianti cominciarono tuttavia a soffrire per la mancanza di provviste come anche per lo scoppio di un'epidemia nella primavera 828, che costò ad Asad la sua vita. Fu sostituito da Muḥammad b. Abī l-Jawārī. Quando arrivò in soccorso dell'isola una flotta bizantina, gli Arabi levarono l'assedio e provarono a tornare in Africa, ma furono impediti in ciò dalle navi bizantine. Sotto minaccia, l'esercito musulmano incendiò le proprie navi e si ritirò in direzione del castello di Mineo che si arrese ai musulmani dopo tre giorni di assedio.

### Primo assedio di Enna e contrattacco bizantino (828–829)

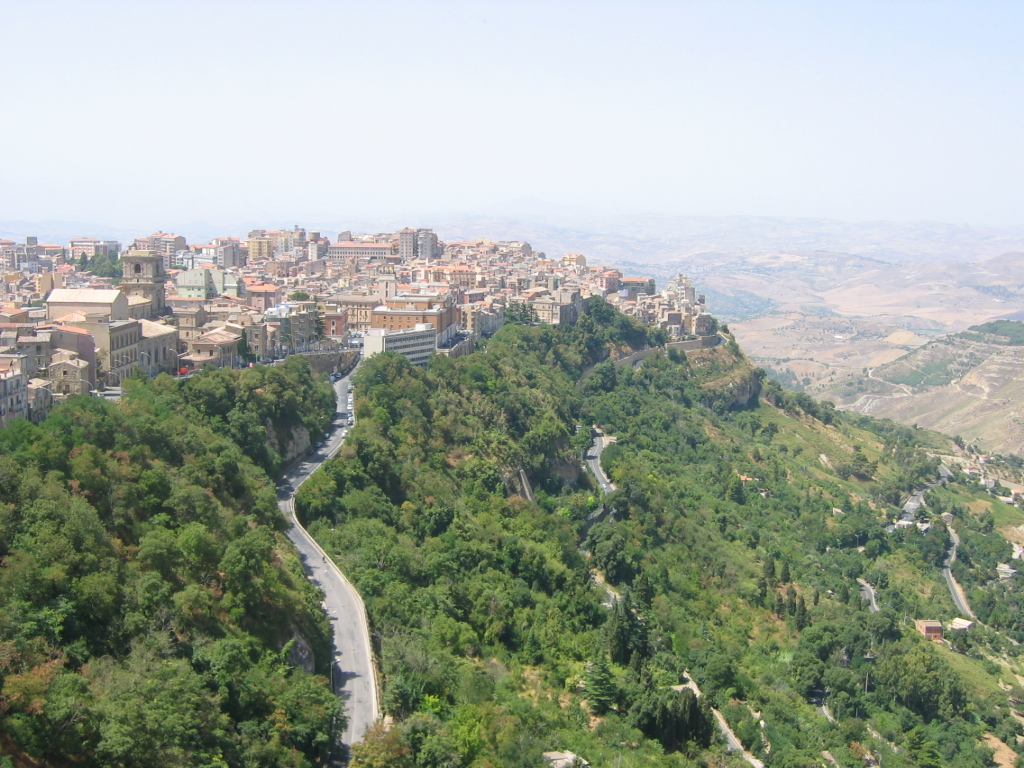
Enna (Castrogiovanni)

Malgrado i suoi contatti con gli imperiali, Eufemio ora desiderava servire come guida dei musulmani, evidentemente nella speranza che la situazione, dopo il fallimento dell'assedio di Siracusa e la morte di Asad, potesse essere sfruttata a suo vantaggio. Dopo la resa di Mineo, l'armata musulmana si divise in due: una parte espugnò Agrigento a occidente, mentre l'altra, insieme con Eufemio, attaccò Enna. La guarnigione di Enna cominciò le negoziazioni, offrendo di riconoscere l'autorità di Eufemio, ma quando Eufemio con una piccola scorta si incontrò con i loro emissari, fu assassinato. Non è noto cosa accadde ai seguaci di Eufemio in seguito al suo assassinio, se si dispersero o continuarono a combattere in sostegno dei musulmani.
Nella primavera 829, Michele II inviò una nuova flotta in Sicilia sotto il comando di Teodoto, che conosceva bene l'isola, essendo già stato in passato suo strategos. Dopo lo sbarco, Teodoto condusse il suo esercito fino a Enna, dove gli Arabi stavano proseguendo l'assedio. Fu sconfitto nella battaglia conseguente, ma riuscì a trovare riparo nella fortezza con la maggior parte del suo esercito. I musulmani a questo punto divennero così fiduciosi nella vittoria che cominciarono a battere le loro prime monete sull'isola, a nome di Ziyādat Allāh e Muḥammad b. Abī l-Jawārī, che tuttavia perì poco tempo dopo e fu sostituito da Zubayr ibn Gawth. Poco tempo dopo, Teodoto riuscì a capovolgere la situazione: condusse un'incursione che prima mandò in rotta un distaccamento di saccheggiatori musulmano e poi sconfisse l'esercito musulmano principale il giorno successivo, uccidendo 1 000 soldati e inseguendo il resto fino all'accampamento fortificato musulmano, che assediò. I musulmani tentarono di rompere l'assedio in una sortita notturna, ma Teodoto aveva previsto tale mossa e li sconfisse in un'imboscata.
Il resto dell'esercito musulmano cercò ancora una volta rifugio a Mineo, dove Teodoto li bloccò e li ridusse presto al punto da essere costretti a mangiare i propri cavalli e persino i cani. Quando ricevette la notizia di tale sconfitta, la guarnigione araba di Agrigento abbandonò la città e si ritirò a Mazara. Pertanto, nell'autunno del 829, la Sicilia era stata quasi del tutto liberata dagli invasori musulmani.

### La caduta di Palermo (830–831)
Il successo di Teodoto non ebbe però seguito: all'inizio dell'estate del 830, una flotta dalla al-Andalus (la Spagna musulmana), condotta da Aṣbagh ibn Wakil, arrivò in Sicilia. Teodoto non si scontrò con essi, sperando che si sarebbero ritirati dall'isola dopo averla saccheggiata, ma la guarnigione assediata a Mineo riuscì ad entrare in contatto con i saccheggiatori e propose loro un'alleanza. Gli Andalusi accettarono, a patto che Aṣbagh fosse riconosciuto come comandante supremo, e, ricevuti rinforzi dall'Ifriqiya, marciarono su Mineo in soccorso degli assediati. Non essendo in grado di confrontarsi con essi, Teodoto fu costretto a levare l'assedio da Mineo e a ritirarsi a Enna (luglio o agosto 830). L'esercito combinato ifriqiyano-andalusiano dunque incendiò Mineo e assediò un'altra città, forse Calloniana (moderna Barrafranca). Tuttavia, ancora una volta un'epidemia scoppiò nel loro accampamento, uccidendo Aṣbagh e molti altri. La città cadde in autunno, ma gli Arabi erano stati talmente decimati che dovettero abbandonarla e ripiegare verso occidente. Teodoto li inseguì e inflisse loro pesanti perdite, tali che molti degli Andalusi partirono dall'isola. Tuttavia, anche Teodoto fu ucciso intorno a quel tempo, probabilmente in uno di questi piccoli scontri.
Nel frattempo, gli Ifriqiyani di Mazara, insieme ad alcuni degli Andalusi, erano avanzati attraverso l'isola fino a Palermo che strinsero d'assedio. La città resistette per un anno fino al settembre 831, allorché il suo comandante, lo spatharios Simeone, accettò la resa in cambio della partenza in tutta sicurezza dei principali ufficiali della città e probabilmente anche della guarnigione. La città soffrì grandemente durante l'assedio; lo storico curdo Ibn al-Athir, riporta con esagerazione che la popolazione cittadina crollò dai 70 000 ai 3 000 abitanti che vennero ridotti in schiavitù. Il vescovo cittadino, Luca, riuscì a fuggire e a raggiungere Costantinopoli, dove informò l'Imperatore Teofilo del disastro.  Le cronache di allora parlano anche del martirio di diversi religiosi che furono fatti prigionieri mentre tentavano la fuga. Ai religiosi fu promessa salva la vita se avessero abbracciato la fede musulmana rinunciando al cristianesimo, ma la maggior parte di loro preferì la morte.
La caduta di Palermo segnò un passo decisivo nella conquista musulmana della Sicilia: i musulmani ottennero un'importante base militare e il possesso della città — da allora nota semplicemente come al-Madīna ("la Città") — consentì loro di consolidare il loro controllo sulla parte occidentale dell'isola, che divenne una regolare provincia aghlabide. Pertanto, nel marzo 832, il primo governatore aghlabide (wali), Abū Fihr Muḥammad b. ʿAbd Allāh, arrivò a Palermo. Abū Fihr fu un uomo capace e riuscì ad attenuare gli spesso violenti dissensi tra Ifriqiyani e Andalusi.

## Espansione nel Val di Noto
Un terzo della Sicilia, la parte più occidentale, cadde in tempi relativamente rapidi in mani musulmane, mentre la conquista della porzione orientale dell'isola fu assai più ardua. Vi è poca evidenza di campagne militari a larga scala o di battaglie in campo aperto, infatti la graduale conquista dell'isola consistette soprattutto in ripetuti attacchi arabi alle cittadelle bizantine, accoppiati con incursioni (sa'ifa) nelle campagne e nei sobborghi, con lo scopo di saccheggio e di ottenimento di tributi e prigionieri dalle località minacciate. Nel corso di queste campagne, la parte sud-orientale dell'isola (Val di Noto) soffrì comparativamente di più della più montagnosa e inaccessibile parte nord-orientale.

### Spedizioni del 832–836
Non si ha notizia di nessuna operazione militare in Sicilia nei due anni successivi alla caduta di Palermo. I musulmani erano probabilmente intenti nell'organizzazione della loro nuova provincia, mentre i Bizantini erano troppo deboli per reagire, e non potevano aspettarsi rinforzi: l'Impero stava subendo una sempre maggiore pressione araba in Oriente, dove il califfo abbaside al-Maʾmūn stava sferrando ripetute incursioni in territorio bizantino, minacciando addirittura di marciare contro la stessa Costantinopoli.
Gli scontri tra gli invasori musulmani e i Bizantini negli anni successivi si concentrarono su Enna, che era diventata la principale fortezza bizantina nella Sicilia centrale. All'inizio del 834, Abū Fihr condusse una spedizione contro Enna, sconfisse sul campo la sua guarnigione e la costrinse a rinserrarsi dentro le fortificazioni cittadine. In primavera, la guarnigione tentò un attacco, ma fu di nuovo sconfitta e costretta al ritiro. Nel 835, Abū Fihr saccheggiò di nuovo la Sicilia centrale, sconfiggendo un esercito bizantino condotto da un patrikios (probabilmente lo strategos dell'isola) che tentò di opporsi alla sua incursione, facendo prigionieri la moglie e il figlio del comandante bizantino. In seguito a questo successo, Abū Fihr inviò Muḥammad ibn Salim in un'incursione contro la parte orientale dell'isola, che si spinse fino a Taormina. Tuttavia, a causa di dissensi e divisioni tra i musulmani, Abū Fihr fu assassinato, e i suoi assassini cercarono rifugio presso i Bizantini.
Gli Aghlabidi sostituirono Abū Fihr con al-Faḍl b. Yaʿqūb, che mostrò grande energia: immediatamente in seguito al suo arrivo condusse un'incursione contro i sobborghi di Siracusa, e un'altra in Sicilia centrale, intorno a Enna. Lo strategos bizantino marciò per scontrarsi con essi, ma i musulmani si ritirarono in una regione montagnosa e piena di foreste dove i Bizantini non potevano inseguirli. Dopo aver atteso invano un attacco islamico, lo strategos portò indietro il suo esercito, ma subì un'imboscata da parte degli Arabi che volsero in fuga i suoi uomini, si impadronirono di molte delle armi, dell'equipaggiamento e degli animali da carico dei Bizantini, e per poco non riuscirono a catturare lo stesso strategos. Malgrado questo successo, Ibn Yaʿqūb fu sostituito a settembre da un nuovo governatore, il principe aghlabide Abū l-Aghlab Ibrāhīm b. ʿAbd Allāh b. al-Aghlab, cugino dell'emiro Ziyādat Allāh. Al contempo, arrivarono i tanto attesi rinforzi bizantini. La flotta bizantina tentò di ostacolare il passaggio della piccola flotta di Abū l-Aghlab, che perse diverse navi sia a causa dell'attacco bizantino che per delle tempeste; i Bizantini tuttavia non riuscirono a impedirgli di raggiungere Palermo e furono spinti al ritiro da uno squadrone proveniente da Palermo e comandato da Muḥammad ibn al-Sindī. Abū l-Aghlab si vendicò sferrando incursioni navali punitive contro Pantelleria e altre località, decapitando i Cristiani fatti prigionieri, mentre le incursioni della cavalleria musulmana raggiunsero la parte orientale dell'isola intorno al Monte Etna, incendiando i villaggi e facendo prigionieri.
Nel 836, Abū l-Aghlab sferrò nuovi attacchi. Un esercito musulmano espugnò la fortezza nota nelle fonti arabe come Qastaliasali (probabilmente da identificare con Castelluccio sulla costa settentrionale dell'isola), ma furono respinti da un contrattacco bizantino. La flotta musulmana, condotta da al-Faḍl b. Yaʿqūb, devastò le Isole Eolie ed espugnò diverse fortezze sulla costa settentrionale della Sicilia, tra cui spiccava Tyndaris. Nel frattempo, un'ulteriore incursione condotta dalla cavalleria musulmana devastò la regione dell'Etna e fu talmente vittoriosa che il prezzo per i prigionieri bizantini si abbassò notevolmente.

### Spedizioni del 837–841

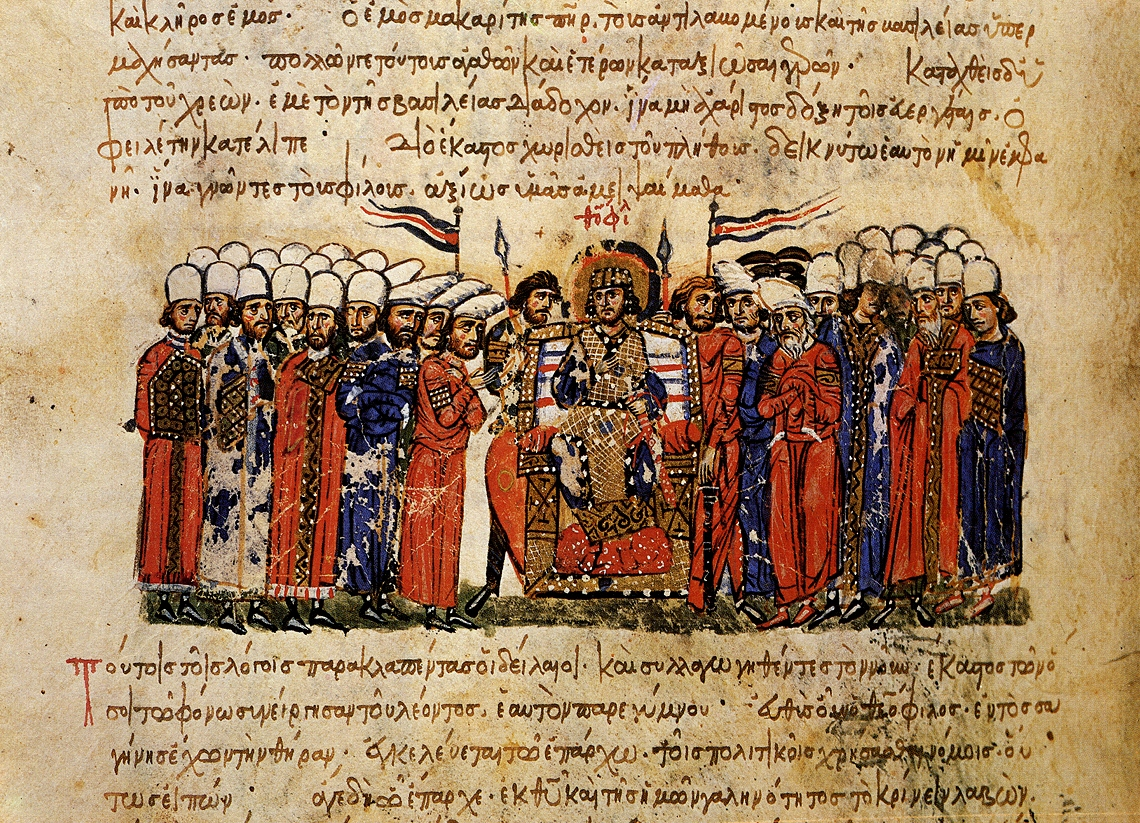
L'Imperatore Teofilo e la sua corte (dallo Scilitze di Madrid)

Nel 837, un esercito musulmano condotto da ʿAbd al-Salām ibn ʿAbd al-Wahhāb attaccò Enna, ma fu sconfitto dai Bizantini, e ʿAbd al-Salām stesso fu fatto prigioniero. I musulmani risposero assediando Enna. Durante l'inverno successivo, uno degli assedianti scoprì un passaggio non sorvegliato che conduceva dentro la città, consentendo ai musulmani di impadronirsi dell'intera parte bassa della città. I Bizantini tuttavia riuscirono a mantenere il possesso della cittadella, e dopo una negoziazione ottennero il ritiro musulmano in cambio di un enorme tributo.
Nel frattempo Teofilo decise di sferrare un serio attacco per riconquistare le parti della Sicilia cadute in mano islamica: inviò sull'isola un consistente esercito sotto il comando del genero, il Caesar Alessio Mosele. Mosele arrivò in Sicilia nella primavera 838, liberando la fortezza di Cefalù da un attacco musulmano. Mosele riuscì a conseguire diversi successi contro i distaccamenti dell'esercito musulmano inviati a saccheggiare le parti della Sicilia ancora controllati dai Bizantini, ma nel frattempo a Costantinopoli i suoi nemici di corte lo accusarono di fronte a Teofilo di contatti con gli Arabi e cospirazione per impadronirsi del trono. Nel 839, l'Imperatore inviò l'arcivescovo di Siracusa, Teodoro Krithinos, per richiamare il Cesare a Costantinopoli.
Nel frattempo, spentosi il 11 giugno 838 l'emiro Ziyādat Allāh, gli succedette il fratello, Abū ʿIqāl ibn al-Aghlab. Il nuovo emiro inviò nuove truppe in Sicilia, dove i musulmani erano in ripresa in seguito al richiamo di Mosele: nel 839–840, i musulmani espugnarono le fortezze di Corleone, Platani, Caltabellotta, e probabilmente anche quelle di Marineo, di Geraci e altre, mentre nel 841 devastarono la zona da Enna fino a Grotte.
Al contempo, i musulmani di Sicilia avevano stabilito degli insediamenti anche sulle coste della penisola italiana. I musulmani ricevettero una richiesta di soccorso dal Ducato di Napoli contro Sicardo di Benevento nel 839, ma successivamente saccheggiarono Brindisi e, successivamente all'assassinio di Sicardo e lo scoppio di una guerra civile nel Ducato di Benevento, si impadronirono di Tarentum nel 840 e di Bari nel 847, che divennero le proprie basi. Fino agli anni 880, i musulmani, dalle proprie basi sulle coste italiane — tra cui spiccava, fino alla sua caduta nel 871, l'Emirato di Bari — avrebbero sferrato incursioni devastanti lungo le coste dell'Italia e del Mar Adriatico.

### La caduta di Enna (842–859)
Verso la fine del 842 o nel 843, con il sostegno napoletano, i musulmani conquistarono Messina. Nel 845 cadde anche la fortezza di Modica, mentre i Bizantini, ora in pace con il Califfato abbaside, ricevettero rinforzi dal thema orientale di Charsianon. Le due armate si scontrarono nei pressi di Butera, dove i Bizantini subirono una sconfitta devastante, perdendo circa 10 000 soldati. A causa di questo disastro militare, la posizione bizantina si deteriorò rapidamente: al-Faḍl b. Jaʿfar si impadronì di Leontini nel 846,, cui seguì la resa della fortezza di Ragusa nel 848, costretta a capitolare a causa di una grave carestia e rasa al suolo. Più o meno nello stesso tempo (verso la fine del 847 o nel 848), un tentativo da parte della flotta bizantina di far sbarcare truppe nei pressi di Palermo fallì. A questo fece seguito la perdita di sette delle dieci navi della flotta bizantina a causa di una tempesta.
Nel 851, il capace governatore e generale musulmano Abū l-Aghlab Ibrāhīm perì, e i musulmani locali elessero Abū l-Aghlab al-ʿAbbās b. al-Faḍl, il vincitore di Butera, come suo successore. Senza attendere la ratifica della propria elezione dall'Ifrīqiya, il nuovo governatore attaccò ed espugnò la fortezza settentrionale di Caltavuturo e successivamente si diresse a sud verso Enna, il cui comandante si era rifiutato di scontrarsi con lui in battaglia. Al-ʿAbbās proseguì la sua incursione, e nel 852–853 devastò la Val di Noto. Butera fu assediata per cinque o sei mesi, finché i suoi abitanti non riuscirono ad ottenere il ritiro dell'esercito assediante consegnando 5 000–6 000 prigionieri. Le campagne dei quattro anni successivi non sono ben note nei dettagli, ma da quel poco che tramandano le fonti il quadro è quello di incursioni musulmane nei rimanenti territori bizantini sferrate senza trovare opposizioni. Al-ʿAbbās espugnò diverse fortezze, compresa, nel 857, Cefalù, alla cui popolazione fu concesso di lasciare la città in sicurezza, ma che fu poi rasa al suolo. Anche Gagliano fu assediata, ma non presa. Nell'estate 858 i due schieramenti si scontrarono in una battaglia navale, probabilmente al largo della Puglia; il fratello di al-ʿAbbās, ʿAlī, riuscì a sconfiggere la flotta bizantina di 40 navi nel primo scontro, ma fu a sua volta sconfitto e costretto alla fuga nel secondo scontro.
Successivamente, nel gennaio 859, i musulmani conseguirono un importante successo con la conquista, con l'aiuto di un prigioniero bizantino, della fino a quel momento inespugnabile Enna. Come nota Metcalfe, la conquista della fortezza risultò di notevole importanza, in quanto Enna era determinante per assicurare l'espansione musulmana nella Sicilia orientale: "senza portarla sotto il loro controllo, i musulmani non sarebbero stati in grado di conquistare città e consolidare le loro conquiste nella parte orientale senza correre il rischio di perdere i loro guadagni territoriali in controffensive. ... La sua caduta, seguita dal sacco e dal massacro dei suoi difensori il 24 gennaio 859 risultò pertanto, in termini militari, il risultato più importante conseguito dai primi Aghlabidi in Sicilia dopo la caduta di Palermo".
La caduta di Enna ridusse i territori ancora sotto controllo bizantino alla striscia costiera orientale tra Siracusa e Taormina, e costrinse l'Imperatore a inviare un esercito consistente e una flotta che si narra fosse costituita da 300 navi, sotto il comando di Costantino Contomita, che arrivò a Siracusa nell'autunno 859. Poco tempo dopo, i Bizantini furono sconfitti dai musulmani in una battaglia nel corso della quale persero un terzo della loro flotta. Nonostante ciò, l'arrivo di un consistente esercito bizantino indusse alcune città, che in precedenza erano state sottomesse dai musulmani, a rivoltarsi. Tali rivolte furono però rapidamente represse da al-ʿAbbās, che successivamente marciò contro Kontomytes. Le due armate si scontrarono nei pressi di Cefalù, e nella battaglia conseguente, i Bizantini furono pesantemente sconfitti e costretti a ritirarsi a Siracusa, mentre al-ʿAbbās rafforzò la propria posizione fortificando di nuovo e colonizzando Enna.

### Governo di Khafāja ibn Sufyān (861–869)
Al-ʿAbbās perì nell'autunno del 861, dopo un'ulteriore incursione in territorio bizantino, e fu sepolto a Caltagirone; i Bizantini successivamente diedero fuoco al suo corpo. Come suo successore, i musulmani Siciliani scelsero suo zio Aḥmad b. Yaʿqūb. Il suo mandato fu breve, in quanto nel febbraio 862 fu deposto in favore di ʿAbd Allāh, figlio di al-ʿAbbās. Il generale di ʿAbd Allāh, Rabāḥ, fu in grado di conquistare alcune fortezze bizantine, nonostante una sconfitta iniziale in battaglia. L'elevazione di ʿAbd Allāh, tuttavia, non fu riconosciuta dagli Aghlabidi e lo stesso fu sostituito, dopo soli cinque mesi, da Khafāja ibn Sufyān.
Nel 863, Khafāja inviò suo figlio Muḥammad a devastare i sobborghi di Siracusa, ma questi fu sconfitto dai Bizantini e costretto al ritiro. Nel febbraio/marzo 864, tuttavia, con l'aiuto di un rinnegato bizantino, i musulmani espugnarono Noto e Scicli. Nel 865, Khafāja condusse di persona una spedizione contro i sobborghi di Enna — il che potrebbe implicare che i Bizantini l'avessero riconquistata, oppure che essi possedessero ancora fortezze nelle vicinanze — prima di assaltare Siracusa, ma ancora una volta suo figlio Muḥammad fu sconfitto in un'imboscata, perdendo 1 000 uomini.
Nell'866, Khafāja marciò ancora una volta contro Siracusa. Da lì marciò lungo la costa verso il nord. Quivi incontrò una delegazione dei cittadini di Taormina, che conclusero un trattato con lui, ma presto lo violarono. Nello stesso anno, i musulmani riconquistarono Noto e Ragusa. Segno che i Bizantini avevano espugnato le due città, oppure semplicemente non avevano mantenuto l'impegno al pagamento del tributo dovuto dopo le capitolazioni precedenti. Khafāja inoltre conquistò la fortezza chiamata "al-Jīrān" oltre ad alcune altre città, prima che una malattia lo costringesse a tornare a Palermo. Ripresosi dalla malattia, nell'estate dell'867, Khafaja condusse la sua armata ancora una volta verso Siracusa e Catania, devastando i loro sobborghi.
Nel settembre 867, l'Imperatore bizantino Michele III fu assassinato e succeduto da Basilio I il Macedone. Il nuovo Imperatore fu più energetico del suo predecessore, e la pace relativa sul fronte orientale gli permise di rivolgere le sue attenzioni sull'Occidente: nell'868–869 l'ammiraglio Niceta Ooryphas fu inviato a liberare dall'assedio arabo Ragusa e ristabilire l'autorità imperiale in Dalmazia. In seguito lo stesso imperatore salpò per l'Italia nel vano tentativo di realizzare un'alleanza matrimoniale con l'Imperatore occidentale, Ludovico II, con cui intendeva coordinare un assedio congiunto di Bari. Un'altra flotta fu inviata in Sicilia nella primavera 868, ma i Bizantini furono pesantemente sconfitti da Khafāja in una battaglia, in seguito alla quale i musulmani saccheggiarono impunemente i sobborghi di Siracusa. Dopo il ritorno di Khafāja a Palermo, suo figlio Muḥammad sferrò un'incursione contro le coste dell'Italia, assediando probabilmente Gaeta.
Al suo ritorno in Sicilia, nel gennaio–febbraio 869, Muḥammad condusse un tentativo di espugnare proditoriamente Taormina, ma anche se una piccola avanguardia musulmana riuscì ad ottenere il controllo delle porte, Muḥammad tardò ad arrivare con l'esercito principale così l'avanguardia, temendo la cattura, abbandonò la città. Un mese dopo, Khafāja sferrò un attacco nella regione del Monte Etna, probabilmente contro la città di Tiracia (moderna Randazzo), mentre Muḥammad compì un'incursione intorno a Siracusa. I Bizantini, tuttavia, compirono una sortita dalla città e inflissero una pesante sconfitta all'esercito di Muḥammad, provocando la reazione di Khafāja che decise di dirigersi su Siracusa. Si narra che assediò la città per alcune settimane, prima di decidere di ritornare a Palermo a giugno. Durante la sua marcia, tuttavia, fu assassinato da un insoddisfatto soldato berbero che poi fuggì a Siracusa. Fu una pesante perdita per i musulmani Siciliani. I motivi per il suo assassinio rimangono non chiari: Metcalfe suggerisce una disputa sulla divisione delle spoglie tra le varie sezioni dell'esercito islamico, mentre Alexander Vasiliev suggerisce la possibilità che il soldato berbero fosse stato pagato dai Bizantini.

### Presa di Malta (870)
A Khafāja succedette da suo figlio Muḥammad, eletto dall'esercito siciliano e confermato dall'emiro aghlabide. In contrasto con l'energia del suo predecessore, Muḥammad era un governatore sedentario, che preferiva rimanere nella sua capitale piuttosto che condurre di persona delle campagne. Il suo mandato durò poco in quanto fu assassinato dai suoi eunuchi di corte il 27 maggio 871.
Malgrado ciò, al suo mandato è associato un successo che ebbe un'importanza a lungo termine: la conquista di Malta. Di tutte le isole intorno alla Sicilia, questa era l'ultima a rimanere in mani bizantine. Nell'869 una flotta condotta da Aḥmad ibn ʿUmar ibn ʿUbayd Allāh ibn al-Aghlab al-Ḥabashī la attaccò. I Bizantini, avendo ricevuto tempestivi rinforzi, resistettero con successo in un primo momento, ma nel 870 Muḥammad inviò una flotta dalla Sicilia sull'isola, la cui fortezza cadde il 29 agosto 870. Il governatore locale cadde e la città fu saccheggiata. Si narra che Aḥmad al-Ḥabashī prese le colonne di marmo della cattedrale locale per decorare il suo palazzo mentre le fortificazioni vennero rase al suolo. La caduta di Malta ebbe importanti ripercussioni per la difesa di quello che rimaneva della Sicilia bizantina: con Reggio in Calabria e Malta nelle loro mani, i musulmani completarono l'accerchiamento dell'isola, e potevano facilmente intercettare ogni aiuto proveniente dall'Oriente.

### Caduta di Siracusa

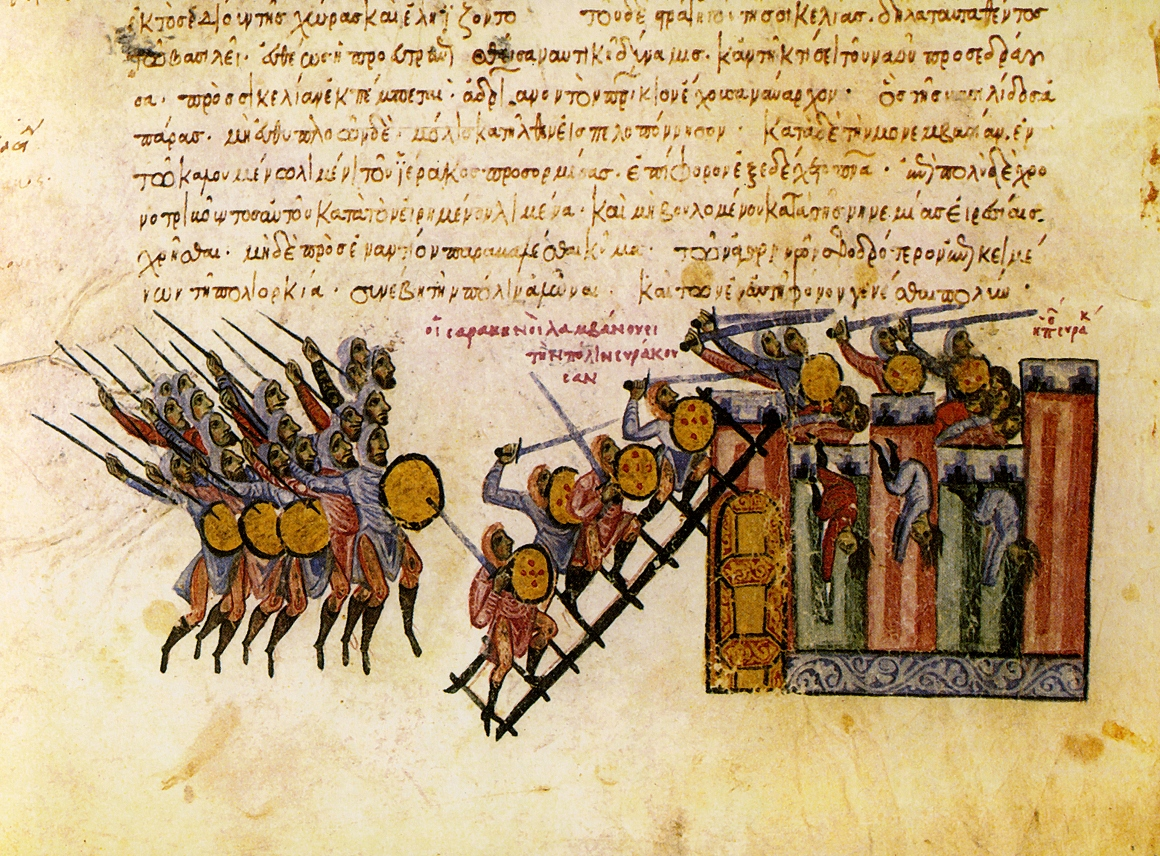
La caduta di Siracusa in mano araba, dal Madrid Skylitzes

Dal 872 al 877 vi fu apparentemente un periodo di calma, tacendo le fonti di ogni operazione militare in Sicilia. Questo periodo di calma fu probabilmente dovuto a conflitti interni nella Sicilia musulmana, con sei governatori che si succedettero in questo periodo, come anche alla debolezza del governo aghlabide nella metropoli ifriqiyana. In Italia, le incursioni musulmane continuarono, ma i Bizantini conseguirono un successo importante nel 875 o nell'876, con la conquista di Bari.
Nel 875, il debole e dissoluto emiro aghlabide Muḥammad II ibn Aḥmad (r. 864–875) perì, e fu succeduto dal ben più energico fratello, Ibrahim II (r. 875–902). Il nuovo Emiro di Ifrīqiya era determinato a conquistare Siracusa, così assunse un nuovo governatore per l'isola, Jaʿfar ibn Muḥammad, e inviò una flotta da Ifrīqiya per dargli manforte. Jaʿfar cominciò la sua campagna nel 877, saccheggiando i territori bizantini e occupando alcuni forti nelle vicinanze di Siracusa, prima di assediare la città. I musulmani, ben riforniti di armi d'assedio, lanciarono assalti incessanti sui difensori della città, ma Siracusa ricevette scarni rinforzi da Costantinopoli, dove il grosso della flotta imperiale era apparentemente intenta a trasportare materiale per la costruzione di una sontuosa nuova chiesa costruita dall'Imperatore Basilio I. Nel corso dei nove mesi di assedio gli Arabi gradualmente occuparono le difese più esterne e il 21 maggio 878 irruppero in città. La popolazione fu massacrata o ridotta in schiavitù e la città saccheggiata per oltre due mesi.

## Completamento della conquista

### Contrasti tra i musulmani siciliani (878–900)

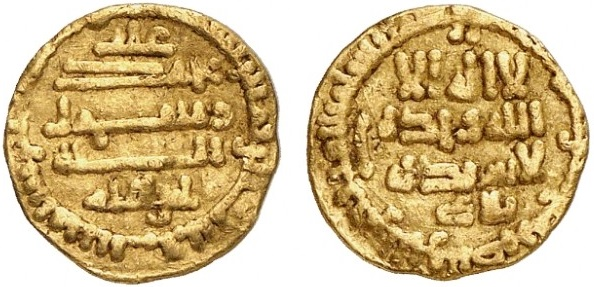
Quarto di dinar aghlabide, battuto in Sicilia, 879

Nonostante l'enorme successo della conquista di Siracusa, la provincia musulmana di Sicilia fu sconvolta da disordini interni. Subito dopo la caduta della città, Jaʿfar ibn Muḥammad fu assassinato dai propri schiavi su istigazione di suo zio e di suo fratello, che conseguentemente usurparono la carica di governatore. Essi vennero a loro volta rovesciati nel settembre 878, e inviati a Ifrīqiya dove furono giustiziati.
Ibrahim II allora nominò suo figlio governatore, prima di assumere il musulmano siciliano al-Ḥusayn ibn Rabāḥ. Al-Ḥusayn rinnovò le campagne contro le rimanenti fortezze bizantine nel nordest, soprattutto Taormina, nel 879–880, ma senza successo. I Bizantini furono addirittura in grado di sferrare una limitata controffensiva nel 880: l'ammiraglio Nasr sconfisse una flotta aghlabide in un attacco notturno nel Mar Ionio, quindi procedette a saccheggiare i sobborghi di Palermo, prima di sconfiggere un'altra flotta aghlabide al largo di Punta Stilo. Nel 881–882 fu ancora Taormina l'obiettivo di una nuova offensiva musulmana, ma la città riuscì a resistere e un esercito islamico, condotto da Abū l-Thawr, fu annientato dai Bizantini, provocando una mobilitazione su larga scala dei musulmani siciliani. Negli anni successivi i musulmani sferrarono diverse incursioni: contro Catania, Taormina e "la città del re" (probabilmente Polizzi) nel 883, contro Rometta e Catania nel 884, e di nuovo contro Catania e Taormina nel 885. Queste spedizioni ebbero successo nel fornire sufficienti bottini o tributi per pagare l'esercito, ma fallirono per quanto riguarda l'espugnazione delle fortezze bizantine. Lo stesso periodo, 885–886, vide inoltre notevoli successi conseguiti in Italia meridionale contro i musulmani dal generale bizantino Niceforo Foca il vecchio.
Fu in questo clima di fallimento militare che lo scontento della popolazione musulmana siciliana, fino a quel momento tenuto sotto controllo dai saccheggi vittoriosi, degenerò in rivolta aperta. Nelle fonti narrative più tarde, questo conflitto tra l'élite governante e le classi inferiori è spesso semplificata in modo riduttivo a uno scontro "etnico" tra gli "Arabi" (al governo) e i "Berberi" (i ribelli). Nel dicembre 886, la popolazione di Palermo depose il governatore, Sawāda b. Khafāja e lo inviò in Ifrīqiya. L'Emiro Ibrahim II assunse un nuovo governatore, che riuscì a ricondurre la situazione temporaneamente sotto controllo tramite incursioni vittoriose e la vittoria su una flotta bizantina al largo di Milazzo nel 888, affermazione che consentì ai musulmani siciliani di sferrare incursioni distruttive in Calabria.
L'anno successivo Sawāda ritornò con fresche truppe provenienti dall'Ifrīqiya e sferrò un nuovo attacco, poi fallito, su Taormina. Tuttavia, nel marzo 890, un'altra rivolta scoppiò a Palermo, questa volta provocata apparentemente dal malcontento degli Arabi Siciliani, contro gli Ifriqiyani di Sawāda. Questa rivolta, unitamente a una rivolta scoppiata nella stessa Ifrīqiya nel 894–895, mise fine temporaneamente alle incursioni musulmane contro i Bizantini, e portò alla conclusione di una tregua nel 895–896. Le condizioni, in cambio della pace, prevedevano che per oltre 40 mesi i Bizantini dovessero restituire gradualmente i loro prigionieri musulmani, un gruppo di "Arabi" e un gruppo di "Berberi" per volta, per un totale di circa 1 000 uomini. Come commenta Metcalfe, "questo non solo mostra la portata del successo militare cristiano contro gli Aghlabidi nella Sicilia orientale, ma potrebbe anche essere stato fatto deliberatamente allo scopo di esacerbare le tensioni all'interno dell'esercito musulmano mettendo una fazione l'una contro l'altra nel negoziare il loro rilascio".
In seguito a ciò, una guerra civile a larga scala tra "Arabi" e "Berberi" scoppiò nel 898, provocando l'invio del figlio di Ibrāhīm II, Abū l-ʿAbbās ʿAbd Allāh, che aveva già in precedenza represso la rivolta a Ifrīqiya, sull'isola alla testa di un'armata nell'estate 900. In quel momento il conflitto tra musulmani si era esteso a tutta la regione, con i Palermitani che erano giunti a scontrarsi con gli abitanti di Agrigento. Dopo il fallimento delle negoziazioni tra gli Ifriqiyani e i ribelli, Abū l-ʿAbbās ʿAbd Allāh marciò su Palermo, che fu espugnata il 18 settembre 900. Un enorme numero di ribelli cittadini fuggì presso i Bizantini a Taormina, alcuni addirittura raggiunsero la stessa Costantinopoli.

### L'arrivo di Ibrāhīm II e la caduta di Taormina (901–902)
I Bizantini provarono a sfruttare la rivolta, e cominciarono a radunare forze a Messina e a Reggio, mentre una flotta fu inviata da Costantinopoli. Abu'l-Abbas, tuttavia, una volta repressa la rivolta, non esitò a riprendere l'offensiva contro i Bizantini, conducendo una spedizione contro Taormina, di cui riuscì a saccheggiare i sobborghi, e Catania, il cui assedio fallì, prima di ritornare a Palermo per svernarvi. Nella primavera successiva riprese il suo attacco in Val Demone. Per sabotare i preparativi bizantini, le sue forze invasero la Calabria. Reggio fu espugnata il 10 luglio, e dovette subire un selvaggio sacco; un vasto bottino fu raccolto, circa 15 000 dei suoi abitanti furono fatti prigionieri, mentre al resto della popolazione fu imposta la jizya. Al suo ritorno in Sicilia, ottenne una vittoria su una flotta bizantina arrivata da Costantinopoli, catturandone trenta delle navi.
All'inizio del 902 l'Emiro Ibrāhīm II fu costretto ad abdicare dai suoi sudditi, tramite l'intervento del califfo abbaside. Ibrāhīm scambiò i ruoli con Abū l-ʿAbbās, che fu nominato suo successore: lasciò la Sicilia per Ifriqiya, mentre Ibrahim arrivò in Sicilia in estate accompagnato da un gruppo di volontari. Con un atto che ruppe il lungo stallo sull'isola, Ibrāhīm e i suoi seguaci avanzarono su Taormina, sconfissero la guarnigione bizantina posta davanti alle mura e assediarono la città. Lasciata indifesa dal governo imperiale, la città cadde il 1º agosto 902. Ibrāhīm capitalizzò il suo successo inviando numerosi reggimenti di saccheggiatori contro diverse fortezze nelle vicinanze, costringendole a capitolare o a versare un tributo.
Infaticabile, Ibrāhīm decise quindi di invadere l'Italia meridionale, dove le città fino a Napoli cominciarono i preparativi per resistere al suo attacco. Alla fine, la sua avanzata si arrestò con l'assedio di Cosenza, quando Ibrāhīm perì di dissenteria il 24 ottobre. Suo nipote fermò la campagna militare e ritornò in Sicilia.

## Conseguenze
Anche se alcune fortezze nel nordest non erano ancora state conquistate ed erano rimaste in mani cristiane, la caduta di Taormina segnò la fine effettiva della Sicilia bizantina, e il consolidamento del controllo musulmano sull'isola. Tuttavia, non segnò la fine delle guerre tra Arabi e Bizantini per il possesso dell'isola.
L'ellenismo aveva impiegato molto tempo prima di prendere il sopravvento sulle altre nazionalità dell'isola, e per lungo tempo anche era durata la lotta per la distruzione di esso. Ma quanto più fu tardo, tanto più radicale ne fu l'annientamento.»
(Adolf Holm Storia della Sicilia nell'antichità)
Nel 909, la Sicilia, come la stessa Ifrīqiya, passò sotto il controllo dei Fatimidi. I Fatimidi (e dopo gli anni 950 i governatori ereditari kalbiti) continuarono la tradizione del jihād, sia contro le fortezze cristiane del nordest (il Val Demone) sia, e soprattutto, contro i possedimenti bizantini nell'Italia meridionale, sia pure con gli intervalli di alcune tregue. La stessa Taormina si liberò dal controllo musulmano qualche tempo dopo il 902, e fu solo nel 962, probabilmente in risposta alla riconquista bizantina di Creta l'anno precedente, che i Fatimidi riconquistarono la città, in seguito a un assedio durato 30 settimane. Nell'anno successivo, i musulmani attaccarono l'ultima fortezza cristiana rimasta sull'isola, Rometta, assalto che spinse l'Imperatore bizantino, Niceforo II Foca, a inviare una spedizione in soccorso della città con l'intento di recuperare la Sicilia. I Bizantini in un primo momento conseguirono taluni successi, riconquistando Messina e altre fortezze nel nordest, ma furono respinti di fronte della stessa Rometta, e si ritirarono di nuovo in Calabria. Nell'anno successivo, tentarono di riprendere la propria offensiva, ma furono sconfitti nella battaglia dello stretto di Messina (waqaʿat al-majāz). Conseguentemente, una tregua duratura fu firmata dalle due potenze nel 967.
A partire dal 950 e per il ventennio successivo, si verificò la formazione dell'Emirato indipendente di Sicilia grazie alle abili politiche dell'Emiro kalbita Hasan I che ottenne dai Fatimidi la totale autonomia di governo sulla Sicilia e l'autorizzazione ad investire come suo erede il figlio Ahmad I. Con Abu l-Qasim Ali ogni residua influenza dal Nordafrica, ancora presente con i due Emiri precedenti, cessa del tutto e l'Emirato siciliano si trova in uno stato di totale indipendenza giuridica e politica. Da questo momento in poi, il legame della Sicilia con Il Cairo, sia formalmente sia sostanzialmente, fu esclusivamente di tipo religioso.
Con l'Emiro Ysuf e poi col di lui figlio Giafar II, l'Emirato di Sicilia giunse all'apice della sua potenza politica e militare. Detta situazione si tradusse anche nel campo socio-economico, artistico e letterario ove si raggiunsero altissimi livelli di progresso e raffinatezza.
Le incursioni siciliane in Italia continuarono, e richiesero l'intervento dell'Imperatore d'Occidente, Ottone II nella penisola nel 982, che fu però sconfitto nella Battaglia di Stilo. Fu solo negli anni 1020 che i Bizantini concentrarono di nuovo le proprie attenzioni sulla Sicilia, dopo un periodo di consolidamento della loro posizione in Italia meridionale sotto il capace Catepano Basilio Boioannes. Un esercito consistente sbarcò a Messina nel 1025, ma la spedizione fu annullata quando giunse la notizia che era spirato l'imperatore Basilio II. Un ultimo tentativo di riprendere possesso della Sicilia fu effettuato nel 1038, allorché il generale Giorgio Maniace fu inviato in Sicilia, prendendo vantaggio dei conflitti interni tra Kalbiti e Ziridi. Maniace riconquistò rapidamente l'intera costa orientale, ma queste prime conquiste furono vanificate dal suo richiamo a Costantinopoli dovuto alle pressioni a corte esercitate da rivali invidiosi. I Kalbiti ben presto recuperarono dalle loro prime sconfitte, e Messina, l'ultimo avamposto bizantino, cadde nel 1042.
Gli Arabi rimasero in possesso della Sicilia fino alla conquista normanna dell'isola, che durò dal 1061 al 1091 e terminò con la resa di Noto.
La lunga contesa tra Arabi e Bizantini per il possesso dell'isola lasciò tracce notevoli sulla storia successiva dell'isola: anche se sotto la dominazione musulmana, la cultura siciliana subì un notevole influsso della cultura araba, le comunità cristiane nelle parti centrale e orientale resistettero in larga parte all'islamizzazione. Il livello dell'influsso arabo, come attestato dai toponimi sopravvissuti, variava anche da zona a zona dell'isola a seconda del livello di resistenza o delle dimensioni dell'insediamento arabo: vi sono molti nomi di derivazione araba nella parte occidentale (il medievale Val di Mazara), una situazione intermedia nella parte sudorientale (Val di Noto), mentre le identità cristiane sopravvissero più fortemente nella parte nordorientale (Val Demone), che fu l'ultima a cadere, dove i rifugiati cristiani da altre parti della Sicilia si erano rifugiati, e che inoltre rimase in contatto con l'Italia meridionale bizantina.